# Wang Jianlin

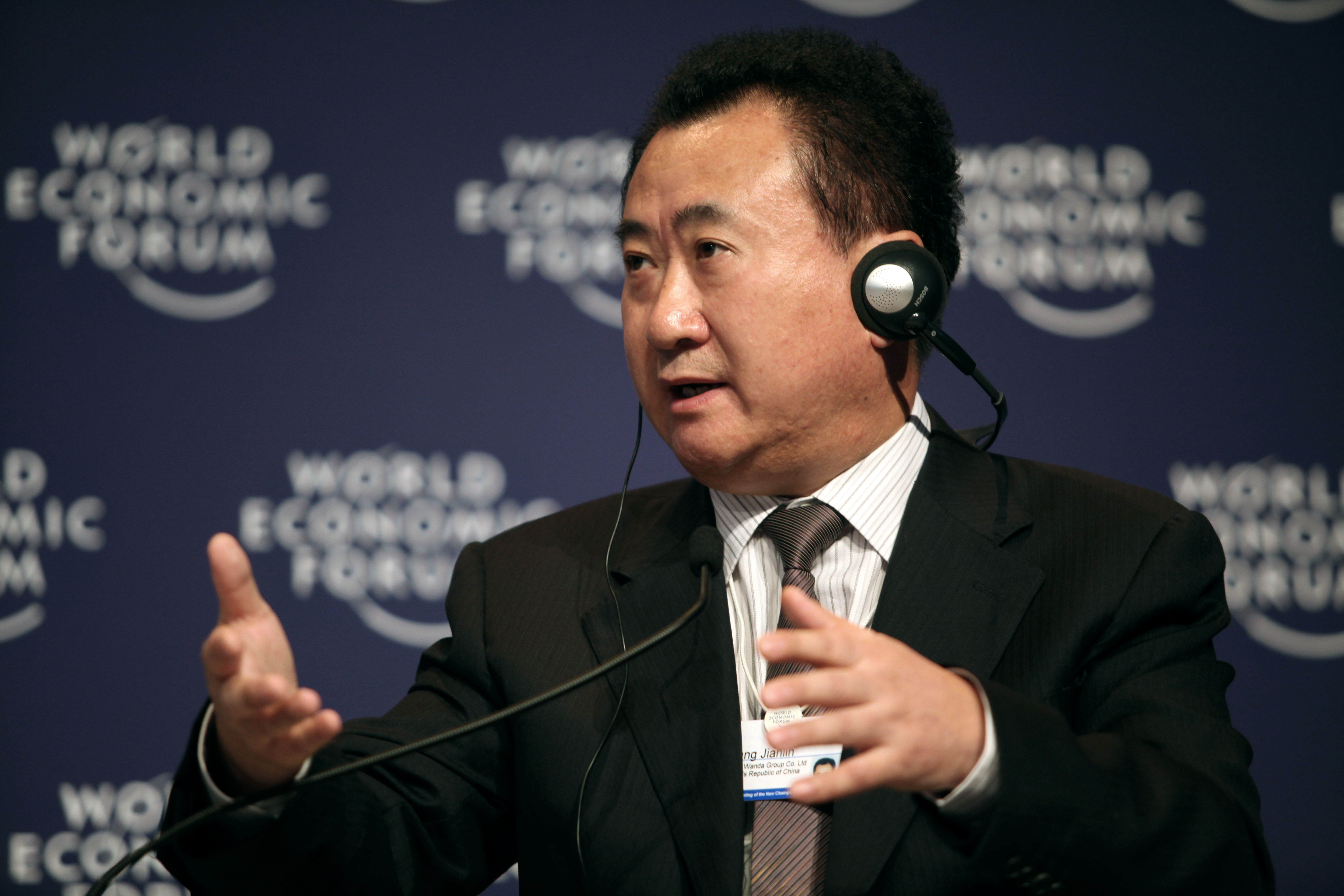
Wang Jianlin, 2009

Wang Jianlin (王健林; Pinyin: Wáng Jiànlín; * 24. Oktober 1954 im Kreis Cangxi, Provinz Sichuan) ist ein chinesischer Unternehmer und Multimilliardär.

## Leben
Von 1970 bis 1986 diente er in der Volksbefreiungsarmee. Seit 1993 leitet er den chinesischen Konzern Wanda Group. Zudem kaufte er die US-Kinokette AMC Entertainment sowie den britischen Luxusyachten-Hersteller Sunseeker International. Wang ist verheiratet und wohnt in Dalian. 
Wang initiierte den Bau des höchsten Wohnturms von London (One Nine Elms) und in der chinesischen Hafenstadt Qingdao den Bau der größten Filmstadt der Welt namens Oriental Movie Metropolis (seit 2018 in Betrieb). Seit 2015 besitzt er 20 % Aktienanteile des spanischen Fußballclubs Atlético Madrid.
Am 26. August 2015 wurde der Verkauf der Marken Ironman und Ironman 70.3 für 650 Millionen US$ an die Dalian Wanda Group Co., Ltd. bestätigt.
Im Februar 2018 wurde bekannt, dass Wang aufgrund einer finanziellen Zwangslage seine Kultur-, Freizeit- und Erlebnisparks an das chinesische Immobilienunternehmen Sunac verkaufen musste, darunter seine Filmstadt in Qingdao. Bei einigen Verkäufen erlitt er einen Verlust von 90 Prozent.

## Vermögen
Nach Angaben des US-amerikanischen Forbes Magazin gehört Wang zu den reichsten Chinesen. Wang gilt nach der Hurun-Liste als der reichste Mann Chinas. Gemäß der Forbes-Liste 2016 betrug sein Vermögen ca. 28,7 Milliarden US-Dollar. Damit belegte Wang Jianlin Platz 18 auf der Forbes-Liste der reichsten Menschen der Welt. Nachdem die Wanda Group in finanzielle Schwierigkeiten geraten war, betrug sein Vermögen Anfang 2022 noch 13,2 Milliarden US-Dollar.
2016 sorgte er mit einer Aussage im Fernsehen für Aufsehen, die im chinesischsprachigen Internet zu einem Meme wurde: „Sie müssen sich zuerst ein kleines Ziel setzen, wie die ersten 100 Millionen zu verdienen.“